# Iffezheim
Iffezheim est une commune allemande, située dans le Land de Bade-Wurtemberg et l'arrondissement de Rastatt.

## Géographie
Iffezheim se situe dans le Fossé rhénan.

### Communes limitrophes
La commune est limitrophe :
- en Allemagne, dans le Land de Bade-Wurtemberg :
  - dans l'arrondissement de Rastatt :
    - au nord, de l'ancienne commune de Wintersdorf, rattachée à la ville de Rastatt,
    - au sud et au sud-ouest, de la commune de Hügelsheim,

  - dans la ville-arrondissement de Baden-Baden
    - au nord-est et à l'est, de l'ancienne commune de Sandweier,
    - au sud-est, de l'ancienne commune de Oos,
- en France, dans le département du Bas-Rhin :
  - à l'ouest, au-delà du Rhin, de la commune de Neuhaeusel.

### Quartiers
Contrairement à d'autres communes des environs, Iffezheim n'est pas divisée en quartiers, l'habitat étant très concentré dans le bourg et l'histoire n'ayant pas conduit à l'absorption de communes avoisinantes.

## Environnement
La commune abrite l'une des deux plus grandes passes à poisson d'Europe (en 2013) et la première qui ait été construite parmi ces deux passes, l'autre étant celle de Gambsheim. Elle a été réalisée dans le cadre d'un accord franco-allemand, dans le cadre de la réintroduction des saumons et autres migrateurs après la pollution du Rhin par l'accident de l'usine Sandoz. Elle est en service depuis juin 2000. Selon les comptages, environ 20 000 poissons franchissent chaque année cet ouvrage (de 50 à 100 saumons, plus de 200 truites de mer et plusieurs centaines d’autres migrateurs ).

## Administration
Outre le maire, Peter Werler, membre de l'Union chrétienne-démocrate d'Allemagne (CDU), le conseil municipal comprend, depuis le scrutin du 13 juin 2004 :
- 6 conseillers municipaux membres de l'Union chrétienne-démocrate d'Allemagne (CDU),
- 5 conseillers membres de la Freie Wählervereinigung Iffezheim,
- 3 conseillers membres du Parti social-démocrate d'Allemagne (SPD).

La commune est membre d'une structure de coopération intercommunale de type Vereinbarte Verwaltungsgemeinschaft, structure qui groupe la ville de Rastatt et, outre Iffezheim, les communes de Steinmauern, Muggensturm et Ötigheim.

## Infrastructures
Iffezheim est traversée par deux routes fédérales :
- la B 36, qui relie la ville de Mannheim, au nord du Bade-Wurtemberg, à la ville Lahr/Schwarzwald, au sud-est de Strasbourg ;
- le tronçon Nord de la B 500 (prolongée, à l'ouest, du côté français, par la route départementale 4, qui fait la liaison avec l'autoroute française A35), qui est surnommée, après sa traversée, à l'est, de la ville de Baden-Baden, Schwarzwaldhochstraße (route des crêtes de la Forêt-Noire) et conduit jusqu'à la ville de Freudenstadt.

La commune dispose d'un accès proche à l'autoroute fédérale A 5, sur le territoire de Baden-Baden.
Iffezheim n'est pas desservie par le chemin de fer. Les usagers doivent se rendre soit à la gare de Baden-Baden, soit à celle de Rastatt, pour accéder aux trains du réseau InterCityExpress ou à ceux du réseau à vocation régionale.
En matière de transport aérien, Iffezheim est proche de l'aéroport de Karlsruhe Baden-Baden, ouvert en 1997, qui a succédé à la base militaire aérienne canadienne fermée en 1993.

## Économie
Parmi les activités économiques notables de la commune, on peut citer l'extraction de graviers (comme dans de nombreuses communes de la plaine rhénane) et l'industrie du béton.
Sur le cours du Rhin qui traverse son territoire se trouve également le barrage hydro-électrique d'Iffezheim, dont une partie de l'infrastructure se trouve en France, sur le territoire de la commune de Roppenheim, dans le Bas-Rhin.

## Religion
Iffezheim est le siège de la paroisse catholique Sainte-Brigitte.
Les fidèles de confession évangélique se rattachent à une paroisse commune avec ceux de la commune de Hügelsheim et des anciennes communes de Wintersdorf et Ottersdorf, aujourd'hui rattachées à la ville de Rastatt.

## Sport

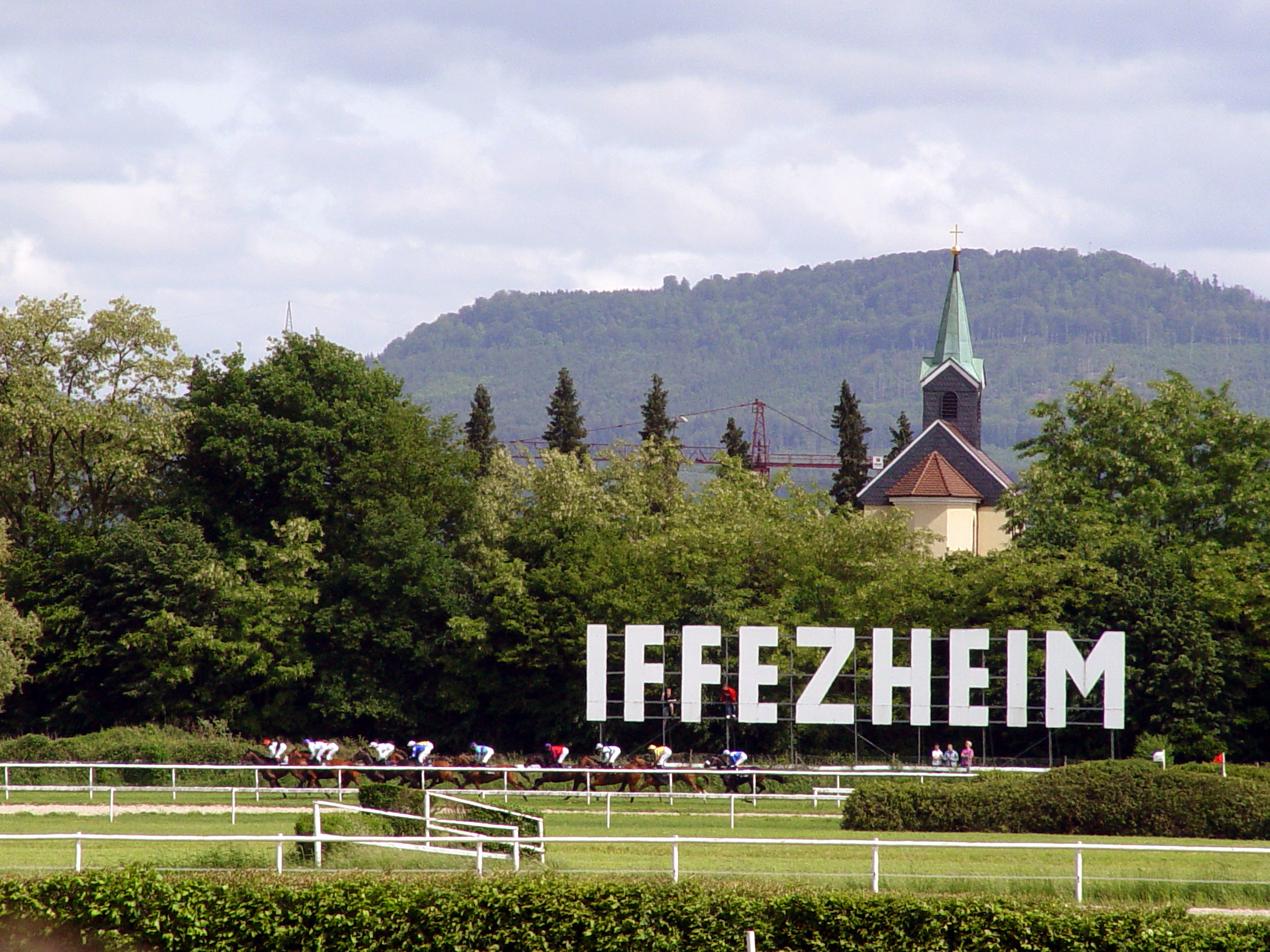
hippodrome

Le nom d'Iffezheim est indissociable de son hippodrome, créé en 1858, et dont la gestion est assurée, depuis 1873, par l’Internationalen Club e. V., dont le siège est à Baden-Baden. Chaque année y sont organisées trois périodes de courses :
- le meeting de printemps, pendant une semaine du mois de mai,
- la « grande semaine », qui dure également huit jours, à la fin du mois d'août et au début du mois de septembre, et culmine avec le Grand Prix de Baden, qui a connu sa 135e édition en 2007,
- le Sales & Racing Festival, qui dure trois jours, à la fin du mois d'octobre.

## Jumelages
- Mondolfo, dans la province de Pesaro et Urbino (Italie) depuis 2005[2].
- Hoppegarten, dans le Land de Brandebourg (Allemagne) depuis 1991. Il s'agit d'un « jumelage hippique », les deux communes étant le siège d'un hippodrome de réputation nationale voire internationale.